# Xtul
Xtul (se prononce « chtoul ») est un petit village situé dans la municipalité de Progreso de l'État du Yucatan, au Mexique. Il se trouve sur la côte Nord du Golfe du Mexique, près de Sisal. C'était un port maritime mineur pour l'industrie du sisal au XIXe siècle mais il déclina avec le développement d'installations plus modernes à Progreso. Xtul récolte aussi du sel grâce à un système utilisant les marées; le commerce du sel dans cette région remonte aux temps précolombiens.
Xtul est aussi le lieu où se rendirent en 1963 environ 30 membres de la Process Church of the Final Judgment. Ils y subirent les violences d'un ouragan durant trois jours. Leurs tribulations durant ce temps digne d'une apocalypse biblique leur permirent de tester leur foi et sont la base de la théologie de la Process Church et de leurs écrits The Xtul Dialogues.